# حجر تقويم الأزتك
حجر تقويم الأزتك أو حجر الشمس (بالإسبانية: Piedra del Sol)، تمثال مكسيكي من العصر الكلاسيكي المتأخر يقع في المتحف الوطني للأنثروبولوجيا في مدينة مكسيكو، وربما كان العمل الأكثر شهرةً من أعمال الآزتك في مجال النحت. يبلغ قطر الحجر 358 سم (141 بوصة) ويبلغ سمكه 98 سم (39 بوصة) ويزن 24,590 كغ (54,210 رطل). دُفن التمثال المتجانس بعد الغزو الإسباني لإمبراطورية الآزتك بفترةٍ قصيرةٍ، في زوكالو، في الساحة الرئيسية في مكسيكو سيتي. ثم أُعيد اكتشافه في 17 ديسمبر من عام 1790 أثناء الإصلاحات في كاتدرائية مدينة مكسيكو. وُضع حجر الشمس بعد إعادة اكتشافه، على الجدار الخارجي للكاتدرائية، وبقي هناك حتى عام 1885. اعتقد العلماء الأوائل في البداية أن الحجر منحوت في السبعينيات من القرن الماضي، على الرغم من أن الأبحاث الحديثة تشير إلى أنه نُحت في الوقت ما بين 1502 و 1521.

## تاريخه
نُحت الحجر في المكسيك في نهاية فترة ما بعد أمريكا الوسطى. رغم أن تاريخ صنعه الدقيق غير معروف، فاللوحة المنقوشة على النصب التذكاري لحاكم الآزتك مونتيزوما الثاني تؤرخ عهده ما بين عاميّ 1502-1520 م. لا توجد دلائل واضحة حول الغرض من صناعة هذا الحجر، لكن وجود بعض الإشارات تدل على بناء كتل ضخمة من الحجر من قبل المكسيكيين في المرحلة الأخيرة من ازدهارهم.  كان الإمبراطور أكساياكال وفقًا ل دييغو دوران، «مشغولًا أيضًا في نحت الحجر الشهير والكبير، إذ نُحتت أرقام الشهور والسنوات والأيام ال 21 والأسابيع». وصف فراي خوان دي توركيمادا في كتابه الملكية الهندية كيف أمر مونتيزوما الثاني بإحضار صخرةٍ كبيرةٍ من مدينة تونانيتلا، تُسمى اليوم سان إنجل، إلى مدينة تينوتشتيتلان، ولكن في الطريق سقطت من الجسر في حي إكسولوكو.
أما بالنسبة للصخرة الأم التي استُخرجت منها فهي من بركان، وحصلوا عليها إما من سان إنجل أو سوتشيميلكو في عام 1893، حدد الجيولوجي إزيكويل أوردونيز أصل هذا الحجر بأنه زبرجد زيتوني. ويُعتقد أنه قد سُحب من قبل الآلاف من الناس من بُعد يبلغ نحو 22 كيلومترًا إلى مدينة تينوتشتيتلان في وسط المكسيك.
نُقل بعد الغزو إلى الجزء الخارجي من معبد مايور، غرب القصر الوطني في المكسيك، وهناك بقي مكشوفًا لسنواتٍ عديدةٍ. ووفقًا لدوران، أمر ألونسو دي مونتيفار، رئيس أساقفة أبرشية الرومان الكاثوليك في مكسيكو من عام 1551 إلى عام 1572، بدفن حجر الشمس حتى «تضيع ذكرى التضحيات القديمة التي حدثت هناك».
بدأ نائب الملك خوان فيسنتي دي غوميس، الكونت الثاني لجزر ريفيلاغيغيدو قرب نهاية القرن الثامن عشر، سلسلةً من الإصلاحات الحضرية في عاصمة إسبانيا الجديدة. كان أحدها بناء شوارع جديدة وتحسين أجزاء من المدينة، من خلال إدخال المصارف والأرصفة.  ومن الأمثلة على ذلك: بناء المجاري وتسوية الأرضية وإعادة تشكيل المناطق في بلاثا مايور (مدريد). كان خوسيه دميان أورتيز دي كاسترو، المهندس المعماري المشرف على الأعمال العامة، وهو من أبلغ عن اكتشاف حجر الشمس في 17 ديسمبر من عام 1790.
عُثرعلى الحجر تحت سطح الأرض بنحو نصف ياردة (40 سم) وعلى بعد 60 مترًا إلى الغرب من الباب الثاني للقصر الفلكي، واستُخرجت من الأرض باستخدام أدواتٍ ثقيلةٍ ذات بكرة مزدوجة. جاء أنطونيو دي ليون واي غاما إلى موقع الاكتشاف لمراقبة وتحديد الأصل والمعنى للنصب التذكاري الموجود. ووفقًا لألفريدو شافيرو، كان أنطونيو هو الذي أطلق عليه اسم حجر تقويم الأزتك، معتقدًا أنه هدف للاستفتاء العام.

## معرض صور

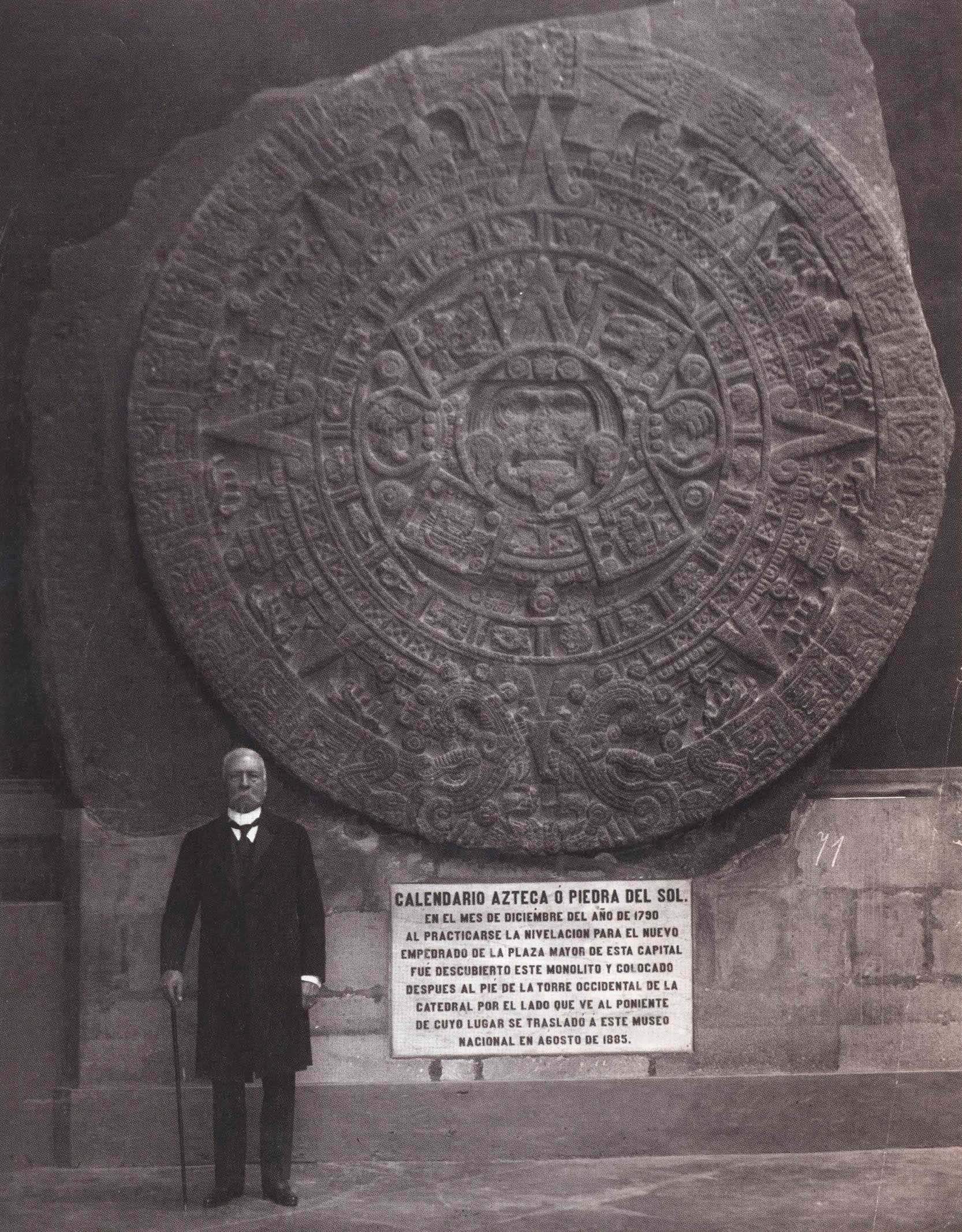
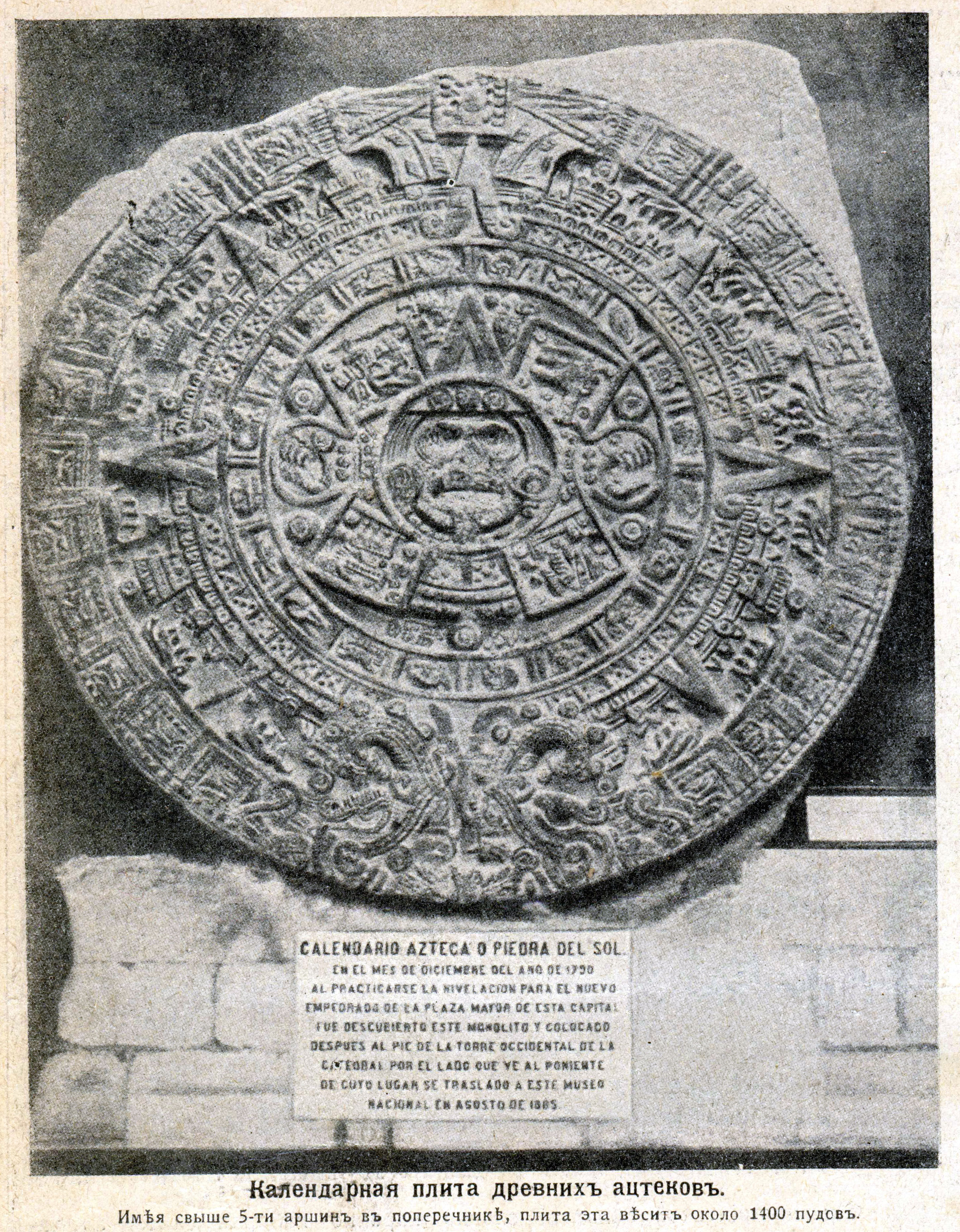
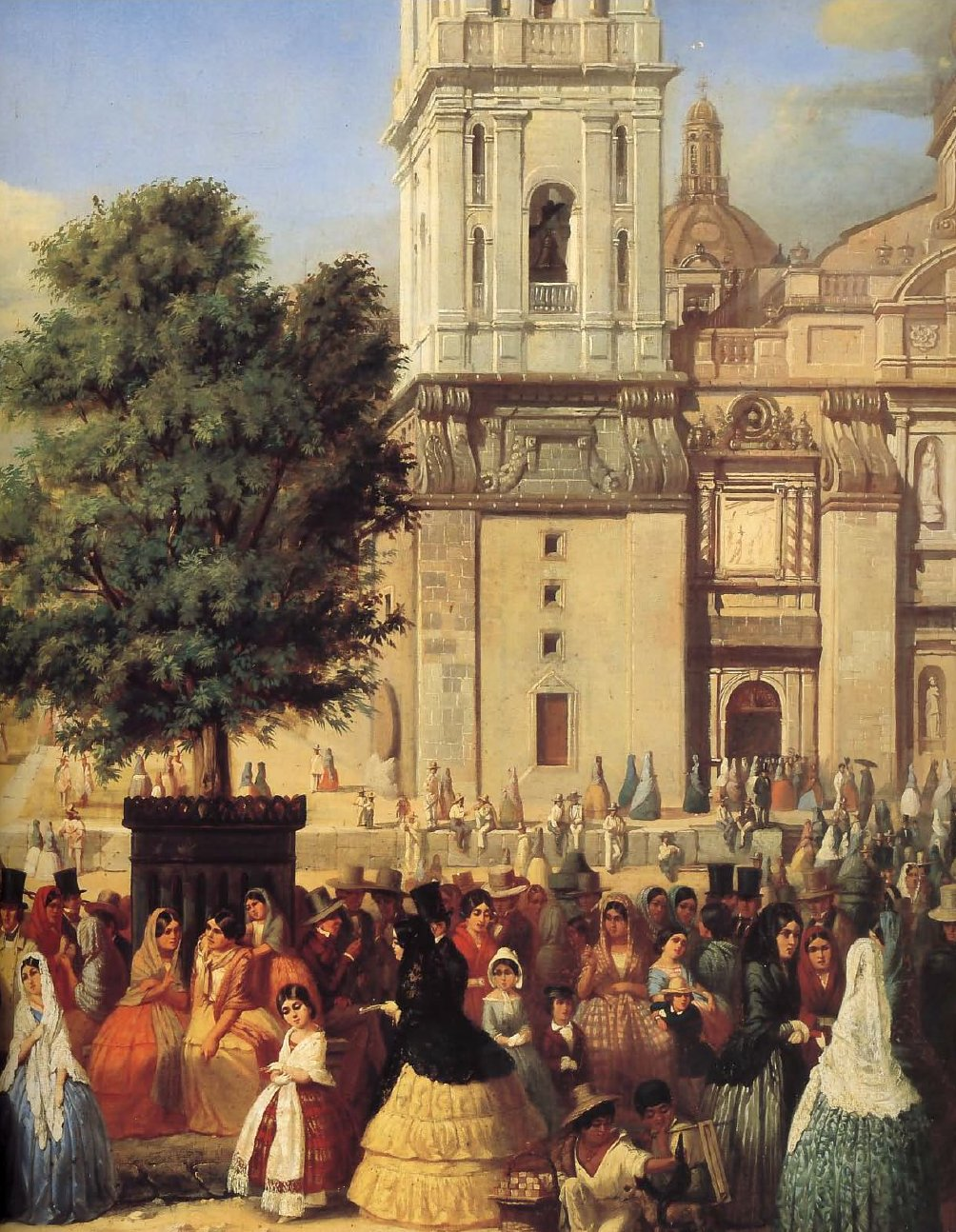
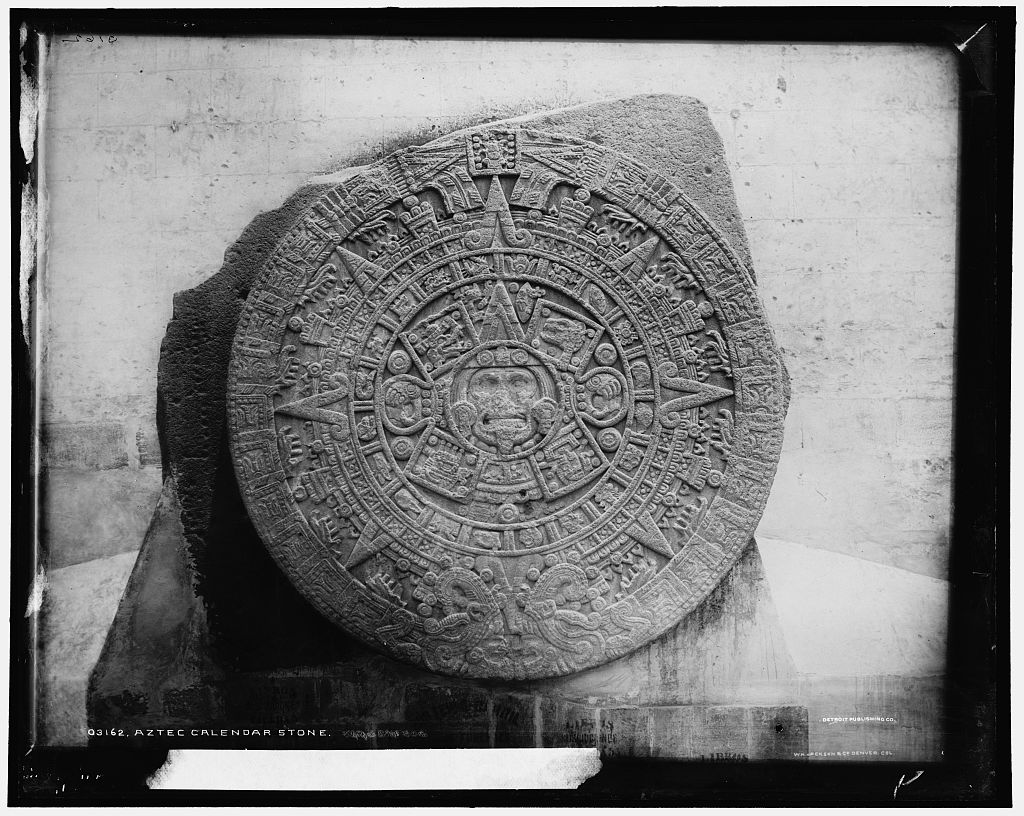
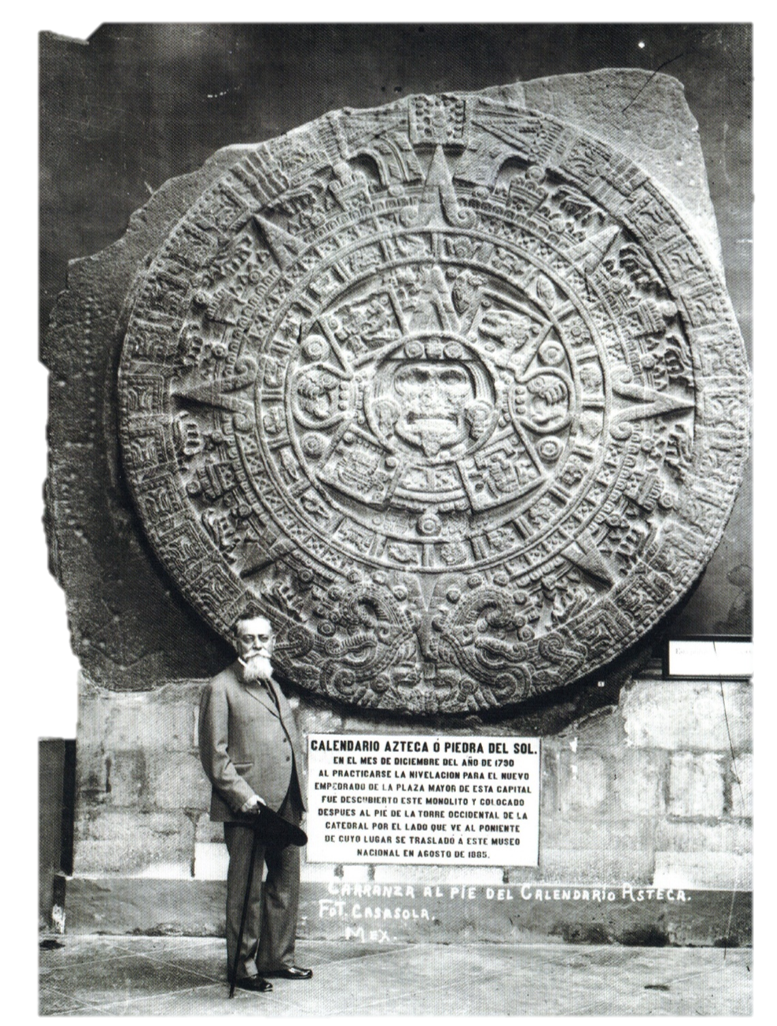
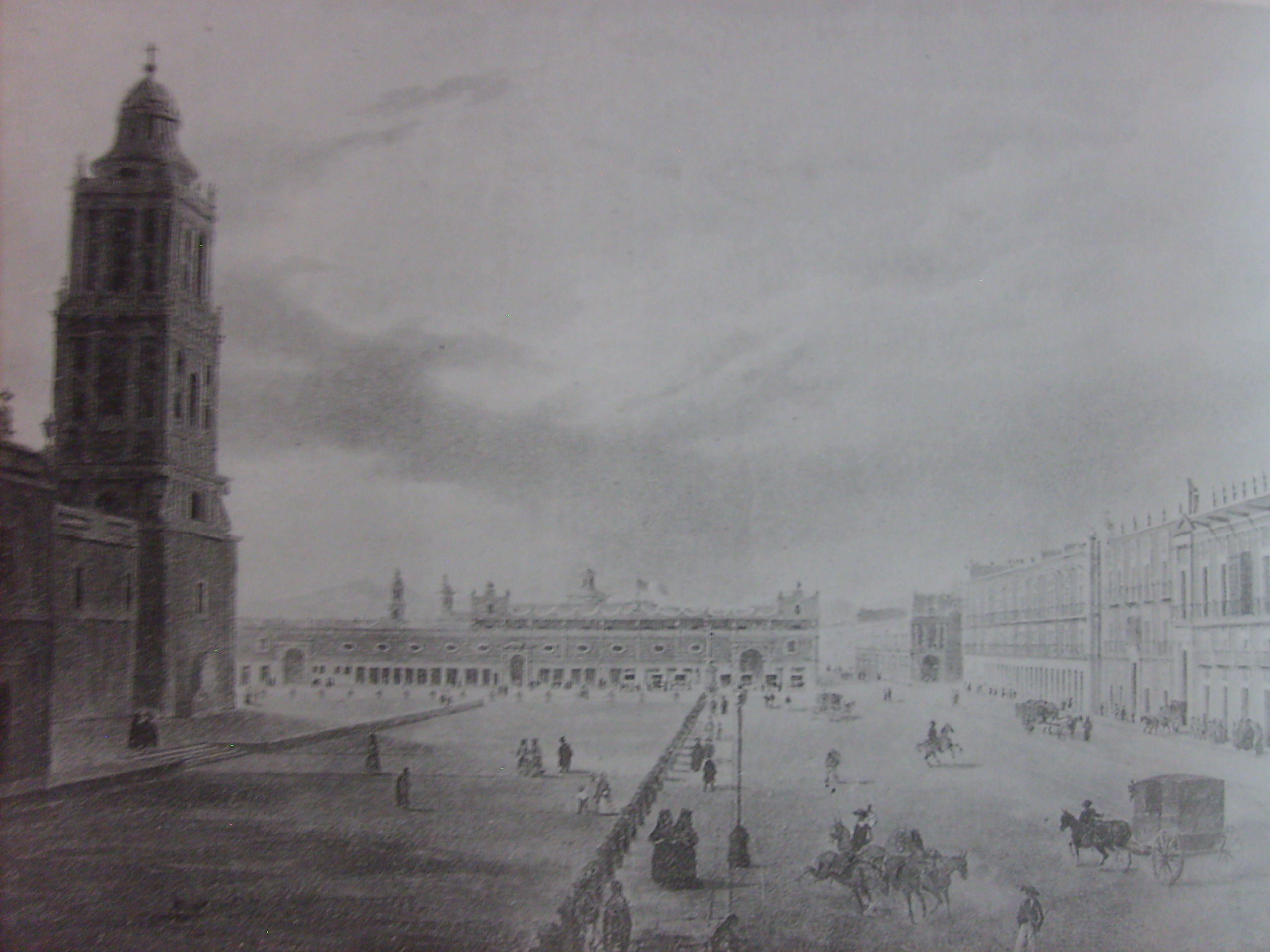